# Natpis kralja Držislava
Natpis kralja Držislava čine dvije vapnenačke ploče veličine 69×51-53×10 cm i 58,5-61×48.51×9-9,5 cm, pronađene u Kapitulu kod Knina. Ukrašene su pleternim ornamentom te nose na latinskom jeziku, koji glasi:
 Smatra se da je prvo ime, od kojega je ostalo samo CLV, ime Svetislava - sina kralja Stjepana Držislava, pa bi tekst u prijevodu glasi: 
 Vremenski se datira između 969. i 986. ili 997. godine.

## Vanjske poveznice
- Serijal hrvatske znanstvene povjesnice  Arhivirana inačica izvorne stranice od 4. ožujka 2016. (Wayback Machine)